# Піяле-паша
Піяле-паша (тур. Piyale Paşa 1515—1578) — видатний османський адмірал. Походив з християнської родини шевця угорської або хорватської національності. Підібраний османами в дитячому віці на території Угорщини «голим та хворим», зробив невірогідну кар'єру і досягнув посади другого візира, третьої по значущості посади в Османській імперії після султана і  великого візира. Його дуже цінував і любив Сулейман I Пишний, який одружив його зі своєю онукою, дочкою свого сина і спадкоємця — Селіма II.
Чотирнадцять років займав пост капудан-паші (головнокомандувача військово-морського флоту імперії). Командував османським флотом в битві при Джербі, де розгромив об'єднаний європейський флот. Був командувачем османським флотом під час Великої облоги Мальти, де неузгодженість дій з Мустафа-пашею, що очолював сухопутні сили, призвела до поразки та відступу. Підкорив Хіос і очолював флот під час підкорення Кіпру. На честь Піяле-паші названо декілька кораблів ВМФ Туреччини.

## Походження
У вакуфній грамоті Пертева-паші, в якій Піяле-паша вказаний свідком, він записаний як «Піяле бін Абдурахман». Відомо, що мати Піяле була християнкою, і залишалася такою, коли Піяле, що став вже капудан-пашею перевіз її до Стамбулу.
Однозначної думки про національність Піяле-паші немає. Герлах, що перебував в Стамбулі в 1573—1578 роках священником при австрійській місії, називає його сином хорвата-шевця з Угорщини (з Тольна). Більшість джерел сходиться в тому, що Піяле дитиною був підібраний на території Угорщини і привезений до Стамбула після битви при Могачі в 1526 році. 1573 року венеційський посол Андреа Бадоаро доповідав венеційському сенату, що «Він був знайдений в канаві біля кордонів Угорщини хворий і кинутий під час експедиції султана Сулеймана». а венеційський посол Костянтино Гардзоні вказував, що «Піяле був виявлений собаками султана Сулеймана в канаві, коли він проходив в перший раз в Угорщині, і він був голий і хворий». Однак Сюрейя вважає його хорватом. Йозеф фон Гаммер не визначився в цьому питанні і називає Піяле-пашу то хорватом, то угорцем — «хорватом Піяле» , «Піяле-пашею угорцем або хорватом» , «угорцем за народженням» .

## Кар'єра

### Початок служби
Піяле отримав освіту в Ендеруні. Закінчивши Ендерун в 1547 році, отримав звання капиджі-баші (начальник внутрішньої охорони султанського палацу).
У 1554 році він став санджак-беєм Галліполі і капудан-пашею (головним адміралом флоту Османської імперії). Брав участь в нападі на острови Ельба і Корсика разом з такими видатними адміралами, як Тургут-реїс і Саліх-реїс. У травні 1555 султан Сулейман I послав його на прохання Катерини Медичі, матері короля Франциска II, із завданням допомогти Франції у протистоянні з імперією Габсбургів. Османський флот під керівництвом Піяле-паші з'єднався з французьким флотом біля Пйомбіно і успішно відбив напад, захопивши кілька іспанських фортець на Середземному морі.
Після невдалої спроби захопити саме Пйомбіно і острів Ельбу, у 1556 році Піяле-паша напав на міста Оран і Тлемсен в Алжирі і повернувся зі здобиччю в Стамбул. У наступному році (в травні 1557 року) він повернувся в море з шістдесятьма кораблями, опанував портом Бенезерт (сучасна Бізерта) в Тунісі і до зими патрулював узбережжя Північної Африки, повернувшись до Стамбулу 11 грудня.

### Пограбування Балеарських островів
30 грудня 1557 р. король Франції Генріх II написав листа султану Сулейману з проханням про позику коштів, калійної селітри та флоту з 150 галер. Завдяки роботі посла Жана Кавенака де ла Вінья, прохання Генріха II було задоволено і в 1558 році османського флот було відправлено на допомогу Франції.
Османська армада покинула Константинополь у квітні 1558 року. 13 червня 1558 р., Піяле-паша разом з Тургут-реїсом зайшов в Мессинську протоку і захопив Реджо-ді-Калабрію. Звідти їх флот пройшов до Еолійських островів, Амальфі, Сорренто і Масса-Лубренсе. Вони висадилися у Торре-дель-Греко на узбережжі Тоскани і Пйомбіно, однак не досягнув якихось помітних успіхів, крім пограбування Сорренто, що відносилось до володінь Іспанії на півдні Італії, де османи захопили 3000 полонених.
У липні османський флот почав напади на Балеарські острови. Османські сили складалися з 15 000 військ на 150 військових кораблях. Після того, як перший напад на Мао було відбито, османи напали на місто Сьюдадела на Менорці, гарнізон цитаделі якої складав лише 40 солдат. Після декількох днів облоги місто і цитадель впали. Османський флот захопив багату здобич і взяв велику кількість жителів в полон для подальшого продажу в рабство.
У вересні 1558 році вони підійшли до іспанського узбережжя перед нападом на Менорку.

### Битва біля острова Джерба
Після пограбування османським флотом Балеарських островів, король Іспанії Філіп II звернувся до папи Павла IV і його союзників в Європі, щоб протистояти Османській загрозі. На папський заклик було утворено союз Генуезької республіки, Великого Тосканського герцогства, Папської області і Мальтійського ордена.
У березні 1560 року союзний іспансько-італійський флот під командуванням Джованні Андреа Доріа, племінника знаменитого генуезького адмірала Андреа Доріа, зібрався в Мессіні. Іспанськими силами командував віце-король Сицилії герцог Медінаселі. На кораблях перебувала армія з 14 тисяч військових. Флот підійшов до острова Джерба біля берегів Іфрикії і захопив її головну фортецю — османський форт Бордж-ель-Кебір. Шейхи острова визнали сюзеренітет іспанського короля і зобов'язалися сплатити йому данину в розмірі 6 тисяч екю. Герцог Медінаселі очікував побачити турків не раніше середини червня, але вже 11 травня османські кораблі з'явилися біля берегів Джерби і з ходу приступили до висадки на острів. Османський флот на чолі з Піяле-пашею подолав відстань від Стамбула до Джерби всього за двадцять днів і застав супротивників непідготовленими. Іспанська командувач залишив на Джербі експедиційний корпус і, відступаючи, повів свої кораблі на північ. Піяле-паша переслідував його і 14 травня в протоці біля островів Керкенна флот християн був знищений. Після цього на Джербу висадився Тургут-реїс на чолі п'ятитисячного війська. З кораблів Піяле-паші висадилося ще сім тисяч чоловік. 31 липня, після двох місяців облоги, форт здався. Піяле-паша доставив в Стамбул близько 5000 полонених.
Тріумфальне повернення флоту в Стамбул описав Ож'є Гіслен де Бусбек, посол імператора Карла V в Османській імперії. 27 вересня сам Сулейман перебував на терасі  палацу, що виходить на порт, вшанувавши адмірала при вході флотилії в порт. На юті флагмана були виставлені захоплені в полон  Альваро де Санде, генерал Санчо де Левія (командир ескадри Сицилії) і генерал ескадри Неаполя Беренджер Кекеннес. Захоплені в битві європейські галери тягли на буксирі, без щогл і рулів. Через три дні скутих разом трьох видатних полонених провели по вулицях Стамбула від арсенала до дивану. Дону Альваро зробили пропозицію стати головнокомандувачем армії проти Персії, якщо він зречеться своєї віри і відмовиться від служби імператору. Він її відкинув і був звільнений з ув'язнення разом з доном Санчо де Левія завдяки клопотанню Гіслена де Бусбек і обіцянці викупу. Перебував в Стамбулі в будинку Гіслена і через 4 роки був викуплений з полону.
Однак, незважаючи на свій тріумф, Піяле-паші з труднощами вдалося уникнути серйозних неприємностей. Бусбек стверджує, що Піяле-паша приховав на Хіосі Гастона, сина герцога Медінаселі, щоб самому отримати за нього викуп. Рустем-паша запідозрив його і за вказівкою Сулеймана почав розшук. Піяле-пашу врятувала своєчасна смерть Гастона від чуми. Гаммер, а також Бусбек підозрюють Піяле в тому, що він якимось чином посприяв смерті юнака.

### Облога Мальти

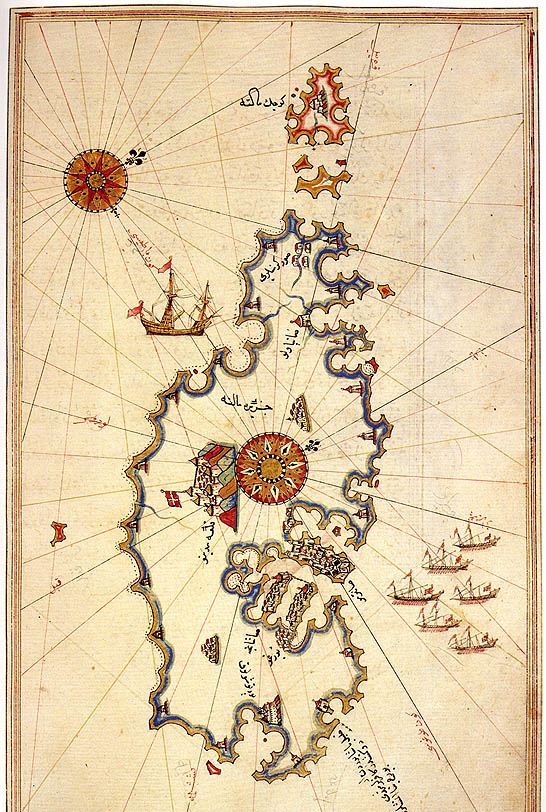
Мальта, карта Пірі-реїса

У 1565 році Піяле-паша був четвертим візиром і разом з Тургут-реїсом командував османськими військами при облозі Мальти.

Сулейман звелів:
«Я маю намір завоювати острів Мальта, і я призначив Мустафу-пашу командувачем в цій кампанії. Острів Мальта — це штаб-квартира невірних. Мальтійські лицарі вже заблокували маршрут, який використовується паломниками-мусульманами і торговцями в східній частині Білого моря по шляху до Єгипту. Я наказав Піяле-паші взяти участь в поході з Імперським флотом».
Великий візир Алі, проводжаючи армаду і дивлячись на Мустафу-пашу і Піяле-пашу, саркастично зауважив:
«Ось два пана з розвиненим почуттям гумору, любителі опіуму і кави. Вони вирушають на розважальну прогулянку до островів. Готовий посперечатися, що весь вантаж — це арабські зерна і мак».
До моменту підходу противника на острові було приблизно 540 лицарів з зброєносцями, близько 1 000 іспанських піхотинців і ополчення в кількості близько 4 000 чоловік. Османська армія складалася з 40 000 чоловік, і прибула на більш ніж 200 судах (включаючи 130 галер, 30 галеасів і 11 вітрильних суден). Османський флот підійшов до Мальти 18 травня 1565 року. Кораблями командував Піяле-паша, сухопутними військами — Кізілахметлі Мустафа-паша.
23 травня розпочався обстріл форту святого Ельма. Через кілька днів прибув Тургут-реїс, який особисто прийняв командування облогою. Форт протримався 31 день. Коли 23 червня османська армія нарешті пробила собі шлях всередину, то з початкового гарнізону в живих залишилася дрібка людей. Турки захопили всього 9 полонених. Натомість, втрати османів були такі великі (близько 8 000 осіб, включно із самим Тургут-реїсом), що, за словами Франческо Балби , Мустафа-паша сказав: «Якщо настільки маленький син так дорого обійшовся нам, то яку ціну ми повинні заплатити за батька?».

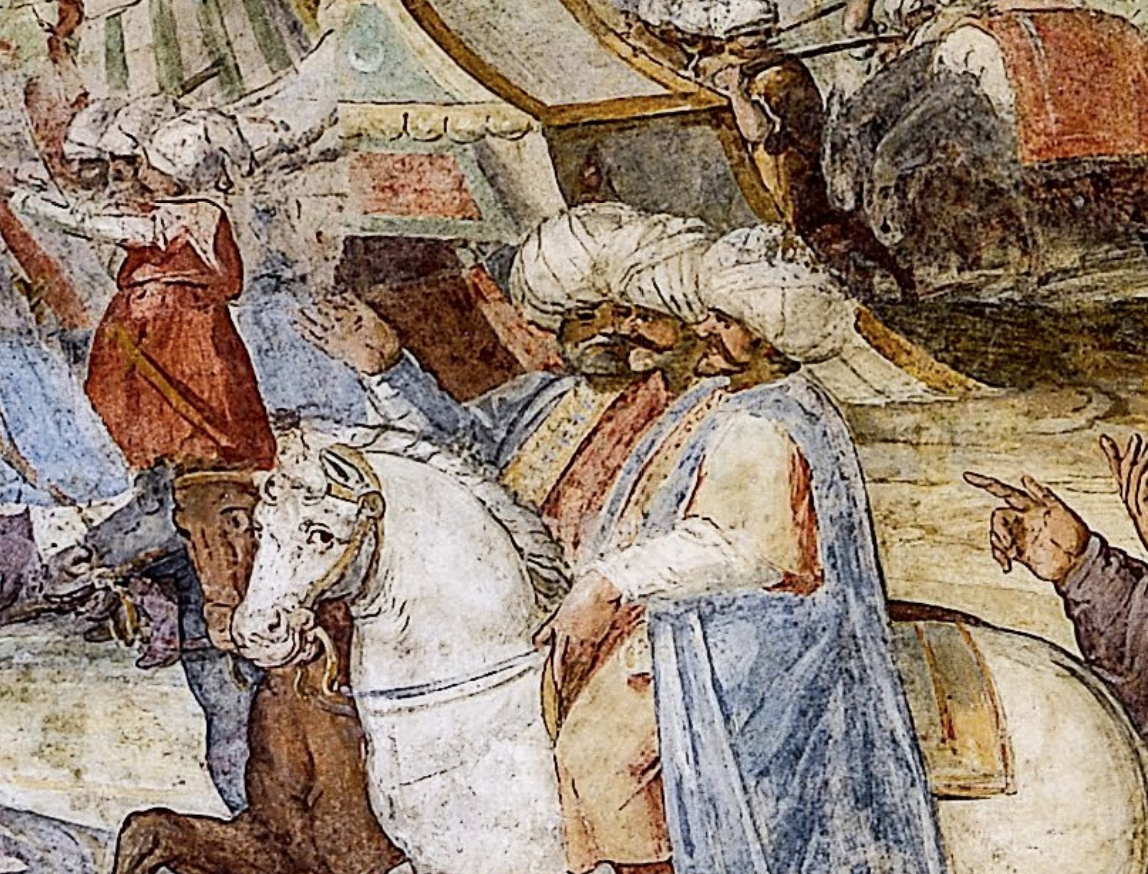
Драгут (Тургут-реїс), Мустафа і Піяле на Мальті, фреска Matteo Perez d'Aleccio, XVI століття

Після взяття Форту святого Ельма активність нападників зосередилася на двох укріплених містах — Сенглеа і Біргу. Щоб зайняти нові позиції на південь від їм довелося тягнути всі свої важкі гармати і припаси. Крім того, в день падіння форту святого Ельма до мальтійських лицарів прибуло підкріплення з Сицилії — 1000 осіб, в тому числі 42 лицаря. Після того, як на допомогу до лицарів 7 вересня прибуло ще 9 тисяч осіб, османська армія зняла облогу і відпливла з Мальти . Піяле-паша і Мустафа-паша заздалегідь послали Сулейману повідомлення про невдачу, що, як вважали сучасники, врятувало їх голови. «Тільки зі мною мої армії домагаються тріумфу!» — сказав Сулейман, отримавши звістки про невдачі. Деякі звинувачували в цій невдачі Піяле, інші — сераскіра Мустафу-пашу. Щоб не лякати населення Стамбулу сумним видовищем переможених галер, пошкоджених в боях, Піяле було наказано зайти в порт вночі. В дивані, який відбувся невдовзі після цього, Сулейман не звертався до першого і другого візирів Соколлу-паші і Пертеву-паші, і до решти теж, щоб пом'якшити якось немилість п'ятого візира, сераскіра Мальтійської експедиції, з яким він не розмовляв. Ахмед-паша, бейлербей Румелії був в поході на Софію, коли він дізнався про повернення свого брата сераскіра Мустафи. Серед людей в свиті Ахмеда в якості читальника Корану був майбутній історик Селанікі. Саме з його слів відомо про більшість подій того часу.
Мустафа-паша позбувся і своєї посади і милості султана Сулеймана I, в той час як Піяле-паша зберіг звання капудан-паші і залишився султанським фаворитом.

### Хіос

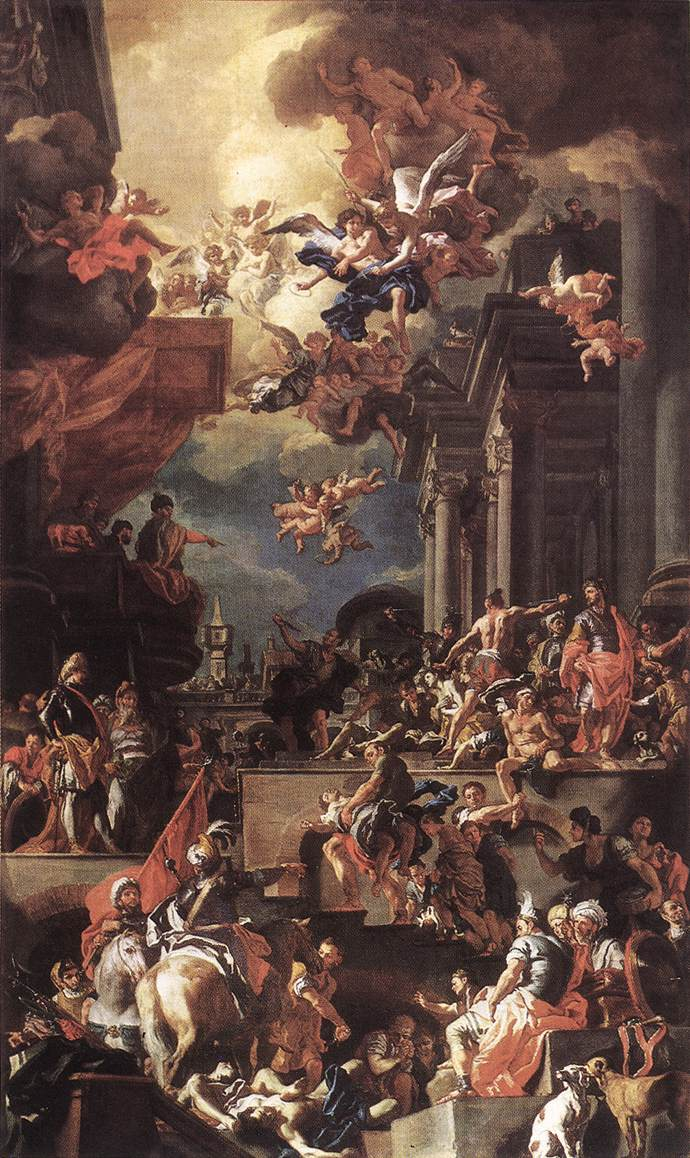
Франческо Солімена. «Винищення Джустініані на Хіосі»

Ще в 1458 році, за часів Мехмеда Фатіха, Хіос погодився платити данину султану але острів підпорядковувався Генуї, що не влаштовувало османів. У квітні 1566 Піяле-паша мирно зайняв Хіос. Флот, яким командував Піяле-паша, встав на якір біля входу в гавань 14 квітня. Піяле-паша надіслав правителям острова розпорядження з'явитися на його флагман. Там османський адмірал оголосив, що жителі Хіоса прогнівали султана, оскільки вони розсилають усюди шпигунів, надають притулок рабам-утікачам та італійським піратам і не платять данину. Судячи з усього, звинувачення були не безпідставні. Піяле-паша оголосив вимогу султана зайняти Хіос. Після переговорів з правителями острова, його війська висадилися на острів, боєприпаси і склади були конфісковані, було піднято турецький прапор. Потім на берег зійшов Піяле-паша. Двох солдатів, що образили мирних городян, показово посадили на кіл. На наступний день Піяле-паша наказав розбити статуї святих в соборі і двох церквах, і церкви перетворити в мечеті, але собор був залишений єпископу. Управителів острова було заарештовано і відправлено до Кафи. Їх було звільнено лише через 4 роки після довгих прохань Пія V і французького посла.
Османи заарештували близько п'ятисот чоловік, що в більшості своїй не були жителями острова Хіос, їх завантажили на галери, щоб потім продати або отримати за них викуп. Серед них було безліч лицарів Мальтійського ордена, а також Вінченцо Джустініані з іншими 12 правителями. Крім того, хлопчики з родини Джустініані у віці між 12 і 16 роками (21 підліток) були доправлені до Стамбулу. Легенди сім'ї Джустініані свідчать, що їх примушували зректися католицької віри, троє з них прийняли іслам, але решта 18 не підкорилися і були вбиті після жорстоких тортур 6 вересня 1566 року. За сімейними переказами вони були канонізовані.
На Хіосі Піяле-паша залишив невеликий гарнізон і вирушив до Наксоса, який теж підкорився османам. Потім Піяле-паша попрямував до узбережжя Апулії і спустошив його та привіз султану багаті трофеї.

### Початок правління Селіма II. Бунт яничар

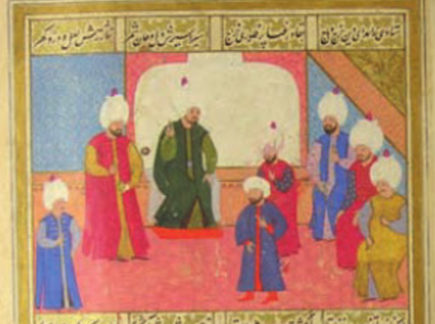
Аудієнція третього візира Піяле-паші. Шехнаме-і Селім хан, TSM, A3595, fol.29a

Майже через місяць після смерті Сулеймана, його син від Роколани-хуррем Селім прибув в Белград, викликаний листом Соколлу Мехмеда-паші і зайняв престол під ім'ям Селіма II. Соколлу Мехмед-паша став великим візиром, Піяле-паша отримав пост третього візира, тоді як другим візиром став Перт-паша, а четвертим візиром — Семиз Ахмед-паша.
Але в Стамбулі під час урочистостей спалахнув бунт яничар. Яничари збунтувалися, висловлювали невдоволення невиплатою платні, ображали візирів, що супроводжували султана. Вони навіть проклинали останки Сулеймана і погрожували його труні. Перт-пашу скинули з коня і збили з голови тюрбан, Піяле-пашу, який спробував умовити їх заспокоїтися, стягнули з коня і напали на Ферхада-пашу. Семиз Ахмед-паша і Мехмед-паша Соколович почали розкидати пригоршні монет, і це допомогло візирам відступити до воріт. Сміливе втручання аги яничарів Муезинзаде Алі-паши не врятувало ситуацію. За наполяганням Соколлу, Селім оголосив про роздачу подарунків і підвищення оплати для яничар, що розрядило обстановку і заспокоїло їх.
Ага яничарів Муедзінзаде Алі-паша отримав звільнену посаду капудан-паші.

### Підкорення Кіпру

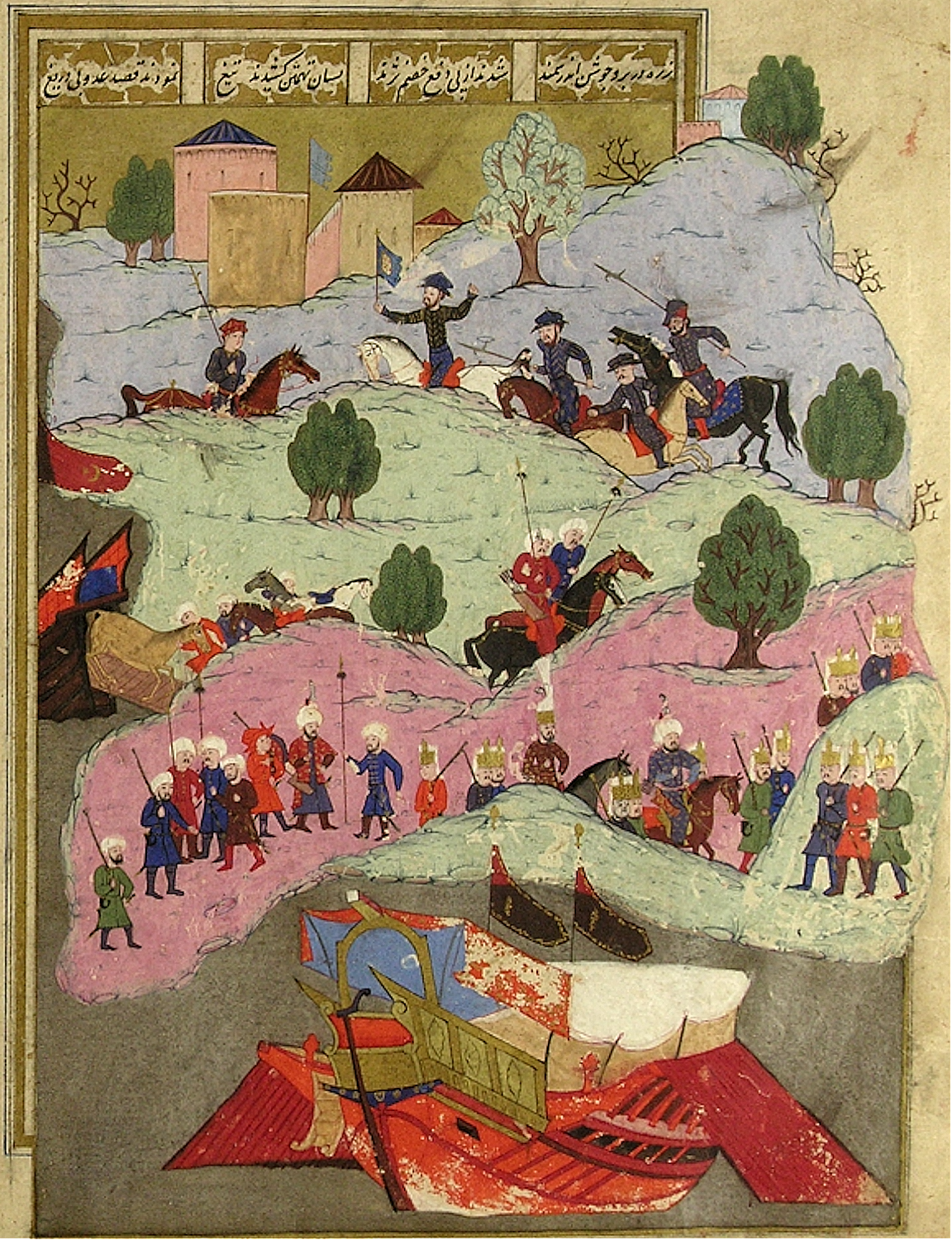
Османські війська висаджуються на Кіпрі. Шехнаме-і Селім хан, TSM, A3595, fol. 102b

Лала Мустафа-паша був призначений головнокомандуючим сухопутними військами на Кіпрі, командування флотом доручили Піяле-паші, а капудан-паша Муедзінзаде Алі-паша був йому підпорядкований. Флот було розділено на три флотилії, які доставляли армію на острів в березні, квітні і травні. Командування другою Піяле взяв на себе, Алі-паша командував третьою.
В декілька заходів османський флот доставив на Кіпр армію. Ніколо Дандоло, командувач обороною острова, не зумів перешкодити висадити на берег всі їхні сили. Османи швидко завоювали Лімасол, розграбували місто, і рушили до Ларнаки. В цей час Піяле-паша поповнив на Евбеї запаси продовольства і з вісьмома тисячами солдатів висадився на Тіносі. Вони розграбували острів, але губернатору вдалося його захистити.
Флот підвіз важку артилерію і Лала Мустафа-паша скликав військову раду, запропонувавши облогу Нікосії, в той час, як Піяле висловився за облогу Фамагусти. Але Лала Мустафа не змінив рішення. У липні Мустафа-паша взяв в облогу Нікосію. Сім тижнів облоги міста Піяле провів з флотом біля берегів Родосу. Більше місяця Лала Мустафа не міг подолати опір захисників Нікосії. У серпні Піяле з флотом висадився на Кіпрі в районі стародавнього Аматуса. Після повернення флоту від Родосу, Лала Мустафа зажадав від Алі-паші і Піяле-паші зняти по сто чоловік кожного корабля і передати йому. Незважаючи на те, що в цьому випадку кораблі залишалися безпорадними при можливому нападі венеційського флоту, близько 20 000 солдатів і матросів прибуло в розпорядження сераскіра. 9 вересня був розпочато останній штурм, бастіони міста були захоплені і місто впало.
11 вересня Лала Мустафа-паша відправив посланника в Фамагусту з пропозицією здатися. В якості додаткового стимулу була послана голова Ніколо Дандоло. Фамагуста, яку захищали Маркантоніо Брагадін і Асторре Бальоні, здаватися відмовилася. 17 вересня розпочалась облога Фамагусти. Місто було взяте в облогу, проте взяти його армія Лали Мустафи-паші не змогла.

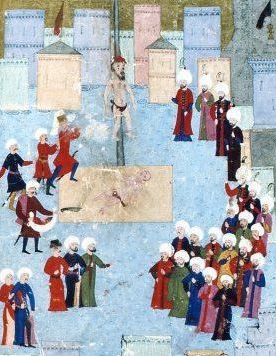
З Маркантоніо Брагадино здирають шкуру. Шехнаме-и Селим хан, TSM, A3595, fol. 125b

Алі-паша і Піяле-паша повернулися з флотом в Стамбул, залишивши на Кіпрі сорок галер для обслуговування армії під командуванням Хамзи-бея, бейлербея Родосу. Лала Мустафа-паша залишився керувати облогою .
Об'єднаний християнський флот так і не прийшов на допомогу обложеним. Пороху не вистачало, ще сильніше відчувалася нестача харчів. 23 січня кілька судів зуміли прорвати блокаду і доставити в місто припаси, однак цього було мало. У загальній складність облога тривала близько року. 1 серпня Фамагуста підняла білий прапор. Незважаючи на те, що венеційці капітулювали під гарантії вільного повернення додому, які Лала Мустафа-паша запевнив своїм підписом і печаткою султана, своє слово він не дотримав. Коли Брагадін в супроводі інших захисників з'явився для передачі ключів від міста, Мустафа особисто накинувся на нього і відрізав вухо. Почалася різанина, підсумком якої стала гора з 350 голів, звалених біля шатра Мустафи. Через два тижні, після тортур і знущань, 17 серпня 1571 року Брагадін прийняв мученицьку смерть: з нього здерли живцем шкіру на очах залишилися в живих і стали бранцями жителів Фамагуста. Збереглося свідчення Франческо Мерізі Караваджо (дядька художника), який описав подробиці в своєму щоденнику.
Всі вижили жителі Фамагусти потрапили в полон. Голови страчених воєначальників і содраную шкіру Брагадін Лала Мустафа-паша привіз до Константинополя в подарунок султанові.
За повідомленнями істориків, жорстокість Лала Мустафи-паші були викликані декількома причинами. По-перше, він був розлючений тривалим опором і великими втратами, по-друге, Брагадін поводився гордовито, відмовився при переговорах залишити заручника, По-третє, Лала Мустафа-паша звинувачував його у вбивстві 50 мусульманських паломників. Він зазначив під час страти: «пролив кров мусульман повинна наздогнати розплата».

### Лепанто

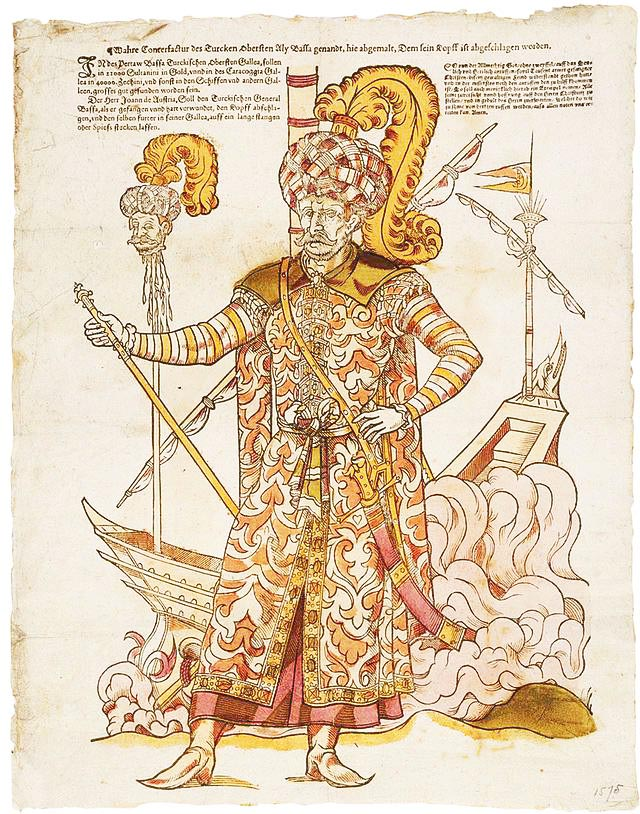
Алі-паша Муэдзинзаде. Позаду зображена його ж голова на пиці після битви при Лепанто.

У 1571 року османський флот на чолі з Муезинзаде Алі-пашею зазнав нищівної поразки від сил Священної ліги. Сам Алі-паша загинув, двоє його синів потрапили в полон. Врятуватися вдалося 87 галерам під керівництвом Улуча Алі. Піяле-паші теж вдалось привести до Стамбулу 120 бойових галер і 13 транспортних кораблів, що були врятувалися від розгрому.
У 1571/1572 році Піяле-паша отримав посаду другого візира і йому знову було доручено очолити флот Османської імперії. Піяле-паша зміг його відродити менш, ніж за рік і вже в 1574 році Улуч Алі відвоював Туніс у Іспанії та її васалів — Хафсідів.
В травні 1573 Піяле-паша ще раз висадився в Апулії и в листопаді доставив в Стамбул велику кількість здобичі і полонених. Це була його остання експедиція.

## Родина
1 серпня 1562 року Сулейман влаштував потрійне весілля. Він видавав у шлюби своїх онучок, дочок єдиного, що залишився в живих, сина і спадкоємця — майбутнього Селіма II. Піяле одружився з Гевхерхан-султан (Гевхер Мулюков-султан). Іноді помилково вказують, що весілля Піяле відбулася в 1566 році.
У цьому шлюбі народилося шестеро дітей, троє з яких пережили дитинство:
- Айше Атіка Ханим-султан (1563-?) — була одружена з Доганджібаші Фюлаге-ага[59].
- Фатьма Ханим-султан
- Султанзаде Мехмед-бей — санджакбей Морєї[59], з 1582 року — санджакбеем Герцеговини[1].

Одна з дочок Піяле-паші і Гевхерхан-султан була видана в шлюб у січні 1598 роки за Сінанпашазаде Мехмеда-пашу, сина Коджи Синана-паші і дочки Селіма I. Однак, чи була це Фатьма або Айше (яка могла овдовіти до того моменту), джерела не згадують.
Всього у Піяле-паші було 11 дітей (7 синів і 4 дочки), з цього випливає, що у нього була сім'я до шлюбу з дочкою Селіма, в якій було 5 дітей (3 сина і 2 дочки):
- Хизир-бей в 1563/1564 році був мутаферріка[1][65].
- Мустафа-бей 20 липня 1600 року одержав зі скарбниці в борг 20000 акче[1].
- Хатідже-хатун
- два сина (померли в 1571 і одна тисяча п'ятсот сімдесят три роки) і дочка (померла 1576 року)[1]

## Смерть
Вважається, що Піяле-паша помер 21 січня 1578 року від хвороби сечовивідних шляхів і похований в мечеті Піяле-паши , побудованої Синаном в Стамбулі. Це узгоджується з даними про другий шлюб Гевхерхан-султан з Джеррах Мехмедом-пашею, укладеному приблизно в 1579 році. Однак існує «Дарча грамота» на ім'я Піяле-паши від Селіма II, яка датована 1587 роком. Якщо в грамоті або її тлумаченні немає помилок, то з тексту грамоти випливає, що Піяле-паша був живий в 1587 році.

## Особистість
У березні 1573 року був підписаний османсько-венеційський мир. Перед його підписанням і в перші місяці після підписання активізувалася дипломатична переписка. Відразу два донесення одночасно були відправлені зі Стамбула до Венеції. Антоніо Бадоаро і Костянтино Гардзоні доносили про свої контакти з візирами, описуючи їх зовнішність, характер, вік, інші подробиці. «Я прийшов особисто поговорити з пашами», — пише Бадоаро, перераховуючи шістьох візирів і даючи їм оцінку з точки зору можливості взаємодії: Мехмед, Піяле, Тас (Тал у Гардзоні), Ахмед, Мустафа і Сінан. Вік і зовнішність Піяле-паші венеційські посли описували так: «п'ятдесят-п'ятдесят один рік»  (Андреа Бадоаро), «Піяле приблизно п'ятдесят років, зріст скоріше невеликий, ніж середній, чорне волосся, коричневий колір обличчя»  (Костянтино Гардзоні), «жовтизна обличчя, яка походить від вживання опіуму» (Костянтино Гардзоні).
Характеризуючи стан Піяле-паші при дворі вони писали: «його дуже любить султан»  (Костянтино Гардзоні), «після Мальтійської кампанії він зберіг своє становище»  (Андреа Бадоаро); «Невеликий друг першого візира Мехмеда, можливо, вважаючи, що той в більшому фаворі у султана … Він буде першим візиром після смерті Мехмеда, будучи другим візиром, хоча Мустафа-паша претендуватиме»  (Костянтино Гардзоні).
Про особисті якості відгуки такі: «хороший моряк і відважний солдат»  (Андреа Бадоаро), «виявив в ньому крайню злостивість (malignità)»  (Андреа Бадоаро). "Він не дуже багатий в порівнянні з іншими великими пашами, і він витрачає багато через султанші його дружини. У них близько триста рабів-християн, з яким звертаються гірше, ніж з іншими рабами [у інших господарів] "  (Костянтино Гардзоні).

## Благодійність

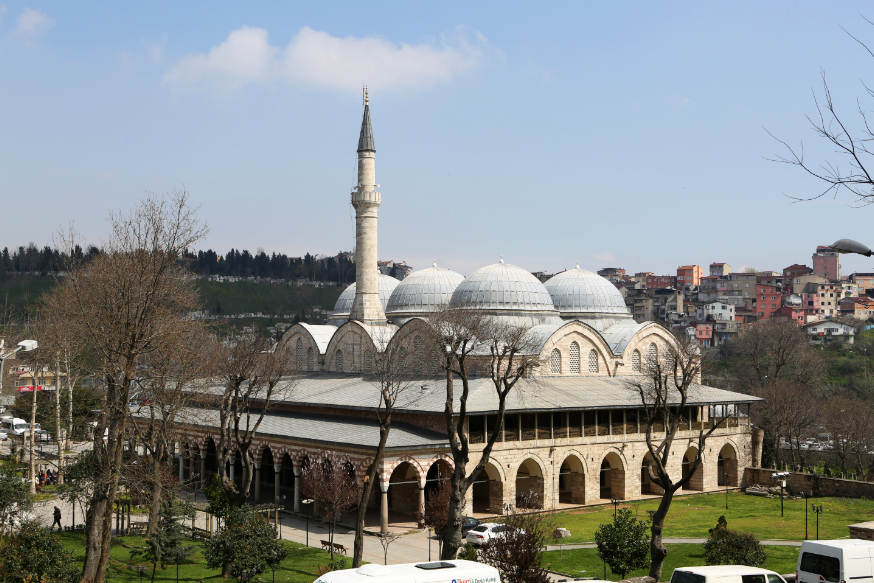
Мечеть Пияле-паши

Піяле-паша слідував традиції, згідно з якою чиновники і члени правлячої сім'ї витрачали великі суми на благодійність, будівництво громадських будівель. Він профінансував кілька проектів  :
- Мечеть Піяле-паши[en] побудована 1573 році в кварталі Касимпаша Сінаном. У 2012 році при відкритті крила ісламського мистецтва Лувра представники Міністерства Культури Туреччини заявили, що вісім керамічних панно були незаконно вивезені наприкінці XIX століття і повинні знаходитися в мечеті Піяле-паші в Стамбулі [74][75].
- Мечеть Кючюк Піяле-паша [76].
- Мечеть в Ейюпа.
- Готель, фонтан і початкова школа у базара Махмуд-паша[tr].
- Мечеть в Кілітбахіре.
- На Хіосі мечеті, готель, лазні та фонтани.
- У Ускюдарі був сад, який носив його ім'я.

## Оцінка і пам'ять
За словами Франка Кардіні, Піяле-паша був видатним Османським адміралом. Андре Клотен називав його одним з найвидатніших  адміралів. Іноді його називають знаменитим або великим. Діяльність Піяле-паші високо оцінюється істориками. Перемога при Джербі називається однією з найбільших перемог османського флоту, вона символізує вершину османського домінування в Середземномор'ї. Кілька кораблів Військово-морських сил Туреччини названі на його честь.